# Tinamus
Tinamus é um gênero de aves tinamiformes da família Tinamidae. Essas aves são conhecidas popularmente como macuco, macuca, inhambu, inambu e tona. Possuem cauda curda e passam a maior parte do tempo no chão. São nativos da América do Sul e América Central, e todas as espécies desse gênero habitam florestas tropicais ou subtropicais úmidas.
São tinamídeos de grande porte e maiores quando comparados com outros da família. Portam cores pouco chamativas em tonalidades de cinza e marrom pálidos, com pernas de comprimento médio. São aves ariscas com comportamentos discretos e dificilmente observadas, sendo muito mais ouvidas do que vistas.
Algumas espécies são consideradas cinegéticas, caçadas em várias regiões por causa de sua carne, e por este motivo estão classificadas como espécies vulneráveis ou quase ameaçadas.

## Etimologia
"Macuco" e "macuca" são oriundos do tupi ma'kuku. "Tona" é a forma reduzida de "inambutona". "Azulona" é referente à cor da plumagem da espécie T. tao. 

## Espécies
Possui cinco espécies reconhecidas:
| Imagem | Nome científico    | Autor          | Nome comum      | Distribuição | IUCN |
| ------ | ------------------ | -------------- | --------------- | ------------ | ---- |
|        | Tinamus tao        | Temminck, 1815 | Azulona         |              | VU   |
|        | Tinamus solitarius | Vieillot, 1823 | Macuco          |              | NT   |
|        | Tinamus osgoodi    | Conover, 1949  | Macuco-preto    |              | VU   |
|        | Tinamus guttatus   | Pelzeln, 1863  | Inhambu-galinha |              | NT   |
|        | Tinamus major      | Gmelin, 1789   | Inhambu-serra   |              | NT   |